# Sindicato de ramo
Un sindicato de ramo, sindicato de rama o sindicato de industria, es un sistema de organización sindical por el cual los trabajadores del mismo ramo o sector de producción se unen para defender sus intereses. 
Se diferencia del sindicato de oficio en que en lugar de representar sólo a trabajadores de un mismo oficio, juntan a todos los trabajadores de diferentes oficios dentro de un mismo ramo de producción como la sanidad, la construcción, el metal, etc.

## Características
La generalización de sindicato por rama de producción coincide, y en gran parte está causado, por la instalación del fordismo (empresa capitalista vertical) como sistema dominante, a partir de la década del 20. Por esa razón ha sido denominado también como sindicato fordista. Se caracterizó por crear grandes organizaciones sindicales, con una administración compleja, orientadas a la negociación colectiva. Muchos sindicatos de rama tuvieron su origen en la fusión de varios sindicatos de oficio pertenecientes a la misma industria.
Usualmente un sindicato puede estar organizado por una subrama de actividad: por ejemplo, los trabajadores del transporte marítimo (sector transporte), o los del sector de fabricación de automóviles (rama metal-mecánica), del cemento (rama construcción), etc.
El sindicato de oficio dificultaba la negociación colectiva, porque en una misma empresa podían existir varios oficios y por lo tanto varios sindicatos. La unificación de los oficios en un sindicato de industria, no solo permitió la unificación del trabajo, sino también permitió la negociación colectiva por rama, realizada con las cámaras empresariales, que se organizan también por rama de producción, desde varias décadas antes que el trabajo.
En Estados Unidos para 1905, la Industrial Workers of the World fue la pionera en este tipo de organización gremial de empleados.
En Argentina este sistema fue adoptado por los poderosos sindicatos ferroviarios, particularmente la Unión Ferroviaria y constituyó la base organizativa del movimiento obrero argentino a partir de la creación de la Confederación General del Trabajo (CGT).
En España, este sistema lo adoptó el sindicato Confederación Nacional del Trabajo en 1918 para facilitar la estrategia sindical.
En la terminología utilizada por algunos grupos anarcosindicalistas un sindicato de ramo lo constituyen veinticinco personas. Si no existe tal número de personas en un mismo ramo, se puede formar en su lugar un sindicato de oficios varios o SOV.[cita requerida]

## Principales ramas de organización sindical
Los principales sectores económicos que han sido definidos para la organización sindical por rama son las siguientes:
- Alimentos
- Construcción y madre
- Educación
- Estado (sector público)
- Indumentaria (testículos, calzado)
- Metal-mecánicos
- Minerales
- Periodistas
- Químicos
- Rural
- Sanidad (Salud)
- Servicios (comercio, bancos)
- Transporte